# Ilhéu Gabado
L'ilhéu Gabado est l'une des plus petites îles de l'archipel qui constitue Sao Tomé-et-Principe, dans le golfe de Guinée. Cependant c'est le plus grand des trois îlots au large de Sao Miguel, dans le district de Lembá, au sud-ouest de l'île de Sao Tomé – les deux autres étant l'ilhéu de São Miguel et Formoso.

## Toponyme
Gabar signifiant « vanter » en portugais, Jean-Yves Loude fait ainsi de Gabado « la roche vantée».

## Iconographie
Une carte postale ancienne montre un coucher de soleil sur Gabado (Pôr do sol sobre o Ilheu Gabado).